# Milorad Pupovac
Milorad Pupovac  (Donje Ceranje, 5. studenoga 1955.) hrvatski je jezikoslovac i političar srpskog podrijetla.

## Životopis

### Mladost i obrazovanje
Godine 1979. završio je studij filozofije i lingvistike na Filozofskom fakultetu u Zagrebu. Godine 1983. na Odsjeku za filozofiju Filozofskog fakulteta Sveučilišta u Ljubljani obranio je magistarski rad Lingvistika i ideologija. Doktorsku disertaciju Jezik i djelovanje obranio je 1986. godine na matičnom zagrebačkom fakultetu.

### Znanstveni rad
Od 1982. godine do danas zaposlen je na Odsjeku za lingvistiku zagrebačkog Filozofskog fakulteta, najprije kao znanstveni novak i docent, te kao izvanredni profesor. Objavio je nekoliko knjiga i preko stotinu znanstvenih i stručnih članaka.

### Političko djelovanje
Pupovac je bio jedan od vodećih ljudi Udruženja za jugoslavensku demokratsku inicijativu, stranke koju je početkom godine 1989. na Filozofskomu fakultetu u Zagrebu osnovao s Predragom Matvejevićem, Žarkom Puhovskim, Kočom Popovićem i inima, a potom je vođa Lige socijaldemokrata i čelnik Socijaldemokratskog saveza Hrvatske – Socijaldemokratskog saveza Jugoslavije.
Bio je i član Srpske demokratske stranke, prije negoli se politički razišao s njezinim temeljima. Osnivač je Srpskoga demokratskog foruma. Početkom 1995. godine sudjeluje u osnivanju Samostalne srpske stranke (SSS), a s osnivanjem Akcije socijaldemokrata Hrvatske (ASH) uključuje se u rad te stranke. 1995. godine ulazi u Zastupnički dom Sabora Republike Hrvatske sa liste ASH.
Potom je prešao u Samostalnu demokratsku srpsku stranku Vojislava Stanimirovića, na čijoj listi je u više mandata član Sabora. Kraće vrijeme je bio predsjednik SDSS-a, te kasnije predsjednik Programskoga savjeta, a danas je predsjednik te stranke.
Član je Savjeta lijevo usmjerenog časopisa Novi Plamen. Predsjednik je Srpskog narodnog vijeća.

## Vanjske poveznice
- Milorad Pupovac  Arhivirana inačica izvorne stranice od 4. ožujka 2016. (Wayback Machine), Tko je tko u hrvatskoj znanosti